# Transports urbains du Grand Buenos Aires
 (septembre 2018).
Si vous disposez d'ouvrages ou d'articles de référence ou si vous connaissez des sites web de qualité traitant du thème abordé ici, merci de compléter l'article en donnant les références utiles à sa vérifiabilité et en les liant à la section « Notes et références ».

Plan des lignes de transport urbain de Buenos Aires

L'agglomération du Grand Buenos Aires ne se limite pas, loin de là, à la seule ville proprement dite de Buenos Aires. Cette dernière comptait en 2001 moins de 2,8 millions d’habitants, alors que le Grand Buenos Aires dépassait les 12 millions.

## Description générale
Le métro de Buenos Aires dessert essentiellement les quartiers du centre-ville avec quelques antennes vers des quartiers densément peuplés comme Palermo ou Belgrano, et les gares de chemin de fer principales de la ville. De plus, à la différence d'autres villes dont Paris et Bruxelles, aucune station de métro n'atteint la banlieue. Il y a donc un total de plus de 10 millions de citoyens qui n'y ont pas accès directement.
Mais l'agglomération bénéficie de la présence de plusieurs lignes de chemin de fer, qui pour des raisons historiques, ayant appartenu à des entités différentes, n'ont pas de relations entre elles. Toutes possèdent une gare terminale dans le district fédéral, c’est-à-dire dans la ville de Buenos Aires proprement dite, en correspondance avec le métro.
Les différents Ferrocarriles (Chemins de fer) circulant dans l'agglomération ont toutes donné naissance à une ou plusieurs lignes ferroviaires destinées au transport de passagers. À l'inverse de Paris ces lignes ne constituent nullement un "RER" intégré, mais une série de lignes juxtaposées, gérées par des sociétés privées différentes et ayant même toutes sortes d'écartement des rails différents.

## Historique
La création de Metropolitan Railroad (MetroFA), filiale des chemins de fer d'Argentine FA, en 1979, qui gérait à l'époque 214 km de voies ferrés et 96 stations, fut la base pour une rénovation du réseau, en particulier son électrification.
En 1991, le gouvernement décide la privatisation des chemins de fer argentins sous forme d'une concession de dix ans. La société FeMeSA (Ferrocarriles Metropolitanos SA) transporte alors annuellement 272 millions de passagers de la banlieue de Buenos Aires sur 843 km de lignes qui relient 278 stations à quatre gares de la capitale. La FeMeSA utilise 188 locomotives disel-électrique, 131 véhicules diesel, 808 véhicules électriques et 604 wagons remorque. Les lignes sont au nombre de six : Sarmiento (192 km), Mitre (214 km), Urquiza (25,6 km), Roca (267 km), Belgrano (zone nord 42 km, zone sud 94 km) et San Martin (55 km). Les trois premières lignes sont en meilleur état que les autres, les deux dernières n'étant électrifiées que partiellement sur leur parcours. Le processus de privatisation se déroula en plusieurs étapes tout au long de l'année 1992. Aux termes du processus, le Consorcio Transportes Integrados Metropolitanos (Trainmet) composé de sociétés argentines a été choisi pour l'attribution de trois lignes (Roca, San Martin et Belgrano sud), les firmes nippone Japan Railways et américaine San Francisco Bay Area Rapid Transit en étant les exploitants. Un consortium portugais Ferrovias a remporté l'adjudication pour la ligne Belgrano nord, dont les opérateurs sont les chemins de fer du Portugal et le Metro de Barcelone. Les lignes Mitre, Sarmiento et Urquiza ainsi que le Subte (métro) furent concédés pour 20 ans au consortium Metrovias formé en particulier par les sociétés Benito Roggio e Hijos SA, Burlington Northern, Morrison Knudsen et Cometrans. Les contrats de concessions ne furent toutefois signés qu'en 1994. Une société spécifique, Trenes de Buenos Aires (TBA), fut créée pour gérer les lignes Mitre et Sarmiento. La privatisation entraîna une amélioration des services avec une augmentation de la fréquentation,.

## Composition du réseau
On distingue huit lignes différentes destinées au transport de passagers. Attention le mot ligne (en espagnol Línea) ne signifie pas "trajet sans ramifications". Au contraire, chaque ligne peut constituer un petit réseau à branches multiples.

### Ligne Belgrano Norte
La Ligne Belgrano Norte est une ligne d'écartement métrique des rails (1 000 millimètres), ayant son terminus dans une des trois gares constituant l'Estación Retiro, dans le quartier de Retiro à Buenos Aires (correspondance avec la ligne C du métro), plus précisément dans la gare du chemin de fer General Manuel Belgrano.

### Ligne Mitre
La Ligne Mitre est une ligne de la banlieue de Buenos Aires à écartement large des rails (1 676 millimètres). Elle a sa station terminale dans la gare du chemin de fer General Bartolomé Mitre, située elle aussi dans l'ensemble ferroviaire de l'Estación Retiro.

### Ligne San Martín
La Ligne San Martín est une ligne d'écartement large des rails (1 676 millimètres), ayant également son terminus à la gare Estación Retiro dans le quartier de Retiro à Buenos Aires (correspondance avec la ligne C du métro), en fait dans une des trois gares qui composent cette Estación Retiro et qui est le terminus du chemin de fer General San Martín.

### Ligne Sarmiento
La Ligne Sarmiento est une ligne d'écartement large des rails (1 676 millimètres), qui a sa station terminale à la gare Estación Once de septiembre dans le quartier de Balvanera à Buenos Aires, au nord de la Plaza Miserere. La ligne y est en correspondance avec la ligne A du métro de la capitale.

### Ligne Urquiza
La ligne Urquiza est une ligne d'écartement des rails normal (1435 millimètres), qui débute à Buenos Aires dans la Estación Federico Lacroze.

### Ligne Roca
La Ligne Roca est la ligne de banlieue la plus fréquentée de Buenos Aires. C'est une ligne d'écartement large des rails (1 676 millimètres), comme la majorité des lignes de banlieues de la capitale. Elle a sa station terminale à la gare Estación Constitución dans le quartier de Constitución à Buenos Aires, au sud de la Plaza Constitución. La ligne Roca y est en correspondance avec la ligne C du métro de la ville.

### Tren de la Costa
En français Train de la côte ou Train du littoral. C'est une ligne purement touristique créée en 1995 par réactivation d'un rameau désaffecté du Chemin de fer General Bartolomé Mitre.